# پرچم‌ها
پرچم‌ها (به انگلیسی: Colors) آهنگی از خواننده و ترانه‌سرای آمریکایی جیسون درولو است. این آهنگ به عنوان سرود تبلیغاتی کوکاکولا برای جام جهانی ۲۰۱۸ در ۹ مارس ۲۰۱۸ منتشر شد. در ۱۲ آوریل ۲۰۱۸، درولو این آهنگ را به صورت زنده در جایزه موسیقی اکو آلمان اجرا کرد. ورژن اسپانیایی با خواننده کلمبیایی مالوما در ۱۳ آوریل ۲۰۱۸ منتشر شد. همچنین چندین ریمیکس با عنوان «Colours» منتشر شد.

## پیش‌زمینه
درولو برای تولید این آهنگ با کوکاکولا همکاری کرد.

## موزیک ویدیو
پیش نمایشی از موزیک ویدیو این آهنگ در کانال یوتیوب کوکاکولا در ۱۵ فوریه ۲۰۱۸ منتشر شد. در ویدئو، جیسون درولو در حالی دیده می‌شود که نوشابه و توپی با نشان کوکاکولا در دست دارد و همچنین نماینده کمپین کوکاکولا است. موزیک ویدیو نسخه انفرادی این آهنگ در ۱۱ آوریل ۲۰۱۸ در حساب کاربری درولو در یوتیوب منتشر شد. دو روز بعد، موزیک ویدیو نسخه مالوما این تک آهنگ منتشر شد.

## فهرست ترانه‌ها
- دانلود دیجیتال – تک آهنگ

1. «Colors»
2. «Colors » (با مالوما)
3. «Colors» (با همکاری اسیل عمران و لیل ایزی-ای)
4. «Colors» (با همکاری تامر حسنی)
5. «Colors» (با همکاری عبد الحفيظ الدوزي)
6. «Colors» (با همکاری آ مون و ای‌آر-تی)

## نمودارها
| نمودار (۲۰۱۸)               | جایگاه |
| --------------------------- | ------ |
| اتریش (او۳ تاپ ۴۰ اتریش)    | ۵۷     |
| بلژیک (اولتراتیپ فلاندرز)   | ۲۵     |
| بلژیک (اولتراتاپ ۵۰ والونی) | ۴۰     |
| آلمان (جدول‌های رسمی آلمان)  | ۴۷     |
| ایرلند (IRMA)               | ۴۴     |
| لبنان                       | ۱۶     |
| پرتغال (ای‌اف‌پی)             | ۹۶     |
| اسکاتلند (اوسی‌سی)           | ۶۱     |
| فهرست برترین‌های سوئد        | ۱۰     |
| سوئیس (شوایزر هیت‌پاراد)     | ۶۳     |
| تک‌آهنگ‌های بریتانیا (اوسی‌سی) | ۶۴     |

| نمودار (۲۰۱۸)            | جایگاه |
| ------------------------ | ------ |
| آرژانتین (دیده‌بان لاتین) | ۱۱     |
| گواتمالا (دیده‌بان لاتین) | ۱۲     |
| ونزوئلا (گزارش ملی)      | ۵۷     |

## گواهی‌ها
| منطقه                                   | گواهی | واحد گواهی‌شده/فروش |
| --------------------------------------- | ----- | ------------------ |
| بریتانیا (بی‌پی‌آی)                       | نقره  | ۲۰۰٬۰۰۰            |
| رقم فروش+پخش جاری تنها بر پایهٔ گواهی‌ها. |       |                    |